# Carlos del Coso
Carlos del Coso, né le 24 avril 1933 à Madrid, est un joueur espagnol de hockey sur gazon.

## Carrière
Carlos del Coso a fait partie de la sélection espagnole de hockey sur gazon médaillée de bronze aux Jeux olympiques d'été de 1960 à Rome.